# 圣热罗尼穆-达塞拉
圣热罗尼穆-达塞拉是巴西巴拉那州的一个市镇。总面积823.773平方公里，总人口11900人，人口密度14.4人/平方公里。